# Daiki Oda
Daiki Oda (jap. 小田大樹 Oda Daiki; ur. 15 stycznia 1996) – japoński lekkoatleta specjalizujący się w skoku w dal.
W 2013 w Doniecku odpadł w eliminacjach skoku w dal podczas mistrzostw świata juniorów młodszych oraz zdobył na tej imprezie brązowy medal w sztafecie szwedzkiej.
Rekord życiowy: skok w dal – 7,40 (15 czerwca 2012, Hiroszima). 

## Osiągnięcia
| Rok  | Impreza                               | Miejsce | Konkurencja       | Lokata            | Wynik   |
| ---- | ------------------------------------- | ------- | ----------------- | ----------------- | ------- |
| 2013 | Mistrzostwa świata juniorów młodszych | Donieck | skok w dal        | el. – 19. miejsce | 7,12    |
| 2013 | Mistrzostwa świata juniorów młodszych | Donieck | sztafeta szwedzka | 3. miejsce        | 1:50,52 |